# Torenberg
Der Torenberg ist ein 107 Meter hoher Hügel innerhalb der Veluwe mit einer Steigung von 5,1 % nahe der niederländischen Stadt Apeldoorn in der Provinz Gelderland. Er entstand durch eine Eisrandlage. Er ist die zweithöchste Erhebung der Gemeinde Apeldoorn.

## Lage
Der Torenberg liegt ca. 8 km westlich vom Ortskern Apeldoorns und 2 km nördlich des Dorfes Hoog Soeren direkt an der Landstraße N 344.